# Expropriation
Expropriation (av latin ex, "av, från", och pro'prius,
"egen") är ett rättsligt förfarande där ägaren av en fastighet mot ekonomisk ersättning tvingas överlåta äganderätten till en annan part. Expropriation kan även gälla enbart nyttjanderätten av en fastighet, detta innebär att ägaren behåller äganderätten men tvingas överlåta rätten att använda, hyra eller arrendera fastigheten till en annan part.
Expropriation kan enligt svensk lag endast beviljas om speciella allmänna ändamål föreligger, till exempel "för att ge en kommun möjlighet att förfoga över mark eller annat utrymme som med hänsyn till den framtida utvecklingen krävs för tätbebyggelse eller därmed sammanhängande anordning".
Både staten, kommuner och enskilda kan begära expropriation genom ansökan till regeringen. I praktiken prövas expropriationsfrågor oftast av den lokala länsstyrelsen eller lantmäterimyndigheten. Fastigheter som ägs av staten kan inte exproprieras.

## Svensk rätt idag
Det framgår av regeringsformen (2 kap 15 §)  att varje svensk medborgares egendom idag är tryggad av rättsordningen, 
"genom att ingen kan tvingas avstå sin egendom till det allmänna eller till någon enskild genom expropriation eller annat sådant förfogande eller tåla att det allmänna inskränker användningen av mark eller byggnad utom när det krävs för att tillgodose angelägna allmänna intressen."
Ersättning ska betalas till den som lider skada. Det sägs i paragrafens andra stycke att 
"den som genom expropriation eller annat sådant förfogande tvingas avstå sin egendom skall vara tillförsäkrad full ersättning för förlusten. Sådan ersättning skall också vara tillförsäkrad den för vilken det allmänna inskränker användningen av mark eller byggnad på sådant sätt att pågående markanvändning inom berörd del av fastigheten avsevärt försvåras eller skada uppkommer som är betydande i förhållande till värdet på denna del av fastigheten. Ersättningen skall bestämmas enligt grunder som anges i lag."
Enligt 4 kap. 1§ Expropriationslagen (1972:719)  skall ersättningen motsvara marknadsvärdet, i många fall med tillägg av 25 procent.
"För en fastighet, som exproprieras i sin helhet, skall, i den mån inte annat följer av vad som sägs nedan, löseskilling betalas med ett belopp som motsvarar fastighetens marknadsvärde. Exproprieras en del av en fastighet, skall intrångsersättning betalas med ett belopp som motsvarar den minskning av fastighetens marknadsvärde, som uppkommer genom expropriationen. Uppkommer i övrigt skada för ägaren genom expropriationen, skall även sådan skada ersättas. Expropriationsersättning skall dock inte betalas för mark eller annat utrymme som ingår i allmän väg och som enligt en detaljplan skall användas för en sådan allmän plats för vilken kommunen är huvudman. Därutöver ska ytterligare löseskilling respektive intrångsersättning betalas med 25 procent av marknadsvärdet respektive marknadsvärdeminskningen. Detta gäller dock inte när expropriation sker för ändamål som avses i 2 kap. 7 §."
Skadeståndskrav enligt Europakonventionen eller internationell eller EU-rätt ger i många men inte alla avseenden högre eller mer omfattande skadeersättning till den som kan göra gällande att denne fått sin egendom exproprierad, skadad, kontrollerad eller liknande.[källa behövs]

## Äldre regler
I franska nationalförsamlingens "förklaring av människans och medborgarens rättigheter" av 26 augusti 1789, vilken sedan utgjorde teoretisk grundval för konstitutionen av 3 september 1791, uttalades, att äganderätten var "helig och okränkbar" och att ingen kunde berövas densamma, utom då ett tvingande allmänt behov krävde det, och då under villkor av skälig ersättning. Ett likartat uttalande har sedermera funnit plats i de flesta moderna europeiska grundlagar. Den svenska grundlagen uttalade sig tidigare inte om expropriation (jfr § 16 av 1809 års regeringsform).
Från den svenska rättens ståndpunkt innefattade under den gamla regeringsformens tid expropriation i inskränkt och egentlig mening ett rättsligen framtvingat avstående och motsvarande förvärv av rätt till jord eller lägenhet enligt "kunglig förordning angående jords eller lägenhets avstående för allmänt behov" 14 april 1866 eller därtill knuten lagstiftning. Den gällande svenska expropriationsrätten i egentlig mening hade tidigare utvecklats i anslutning till stadgandena i 25 kap. 1 § Byggningabalken av 1734 års lag, vilket lagrum för ett särskilt fall, anläggning av landsväg, möjliggör expropriation.